# Mirandai nyelv
A mirandai nyelv (saját nevén lhéngua mirandesa vagy mirandés, portugálul: Língua mirandesa, mirandês) az asztur-leóni nyelv Portugáliában beszélt változata. Az ország északkeleti részén fekvő Miranda tájegységen használják. 1999 óta hivatalosan elismert nyelv Portugáliában.
Legközelebb az asztúrleóni nyelv leóni változatához áll. A mirandai az aszturleóni nyelvhez képest konzervatívabb idióma.
Beszélőinek száma 3500 fő, közülük 1500-an rendszeres használók.

## Története
Miranda a középkori Leóni Királyság része volt, amelynek nyelve, az óleóni a mai asztur-leóni elődje volt. A 19. századig nem létezett írásbeliség mirandai nyelven. José Leite de Vasconcelos portugál néprajzkutató, régész és filológus 1884-ben kiadta a Flores Mirandézas (Mirandai virágok) c. népdalkötetet, amelyben külön írásjeleket használva törekedett megfelelően jelölni a mirandai nyelv hangjait.
1986-ban vezették be a mirandai nyelvet az oktatásban fakultatív jelleggel az általános és középiskolákban. Helyesírását (mely a portugálon alapul) 1999-ben fogadták el, utolsó módosítása pedig 2000-ben történt meg.
Megőrzését és ápolását a mirandai regionális tanács végzi, amely támogatja a könyv- és lapkidást, illetve helység-, utca-, tér- és egyéb földrajzi nevek vagy közterületek elnevezésének mirandai nyelven történő kiírását is. Szabványszervezete Anstituto de la Lhéngua Mirandesa (A mirandai nyelv intézménye). A lisszaboni és coimbrai egyetemeken külön kutatóközpontok működnek, amelyek tanulmányokat készítenek a mirandai nyelvről. Létezik külön mirandai wikipédia is, amelynek neve Biquipédia. Írók, költők, zenészek különböző területeken törekszenek fenntartani és népszerűsíteni a mirandai nyelvet. Tevékenységük nyomán lefordították az Asterix képregényeket, 2013-ban pedig a teljes Szentírást is.

## Hangtan
Bár az aszturleóni a spanyol nyelv hatása alatt áll, míg a mirandai nyelv a portugál hatása alatt, ennek ellenére még mindig jóval több a hasonlóság a két nyelvváltozat között, mint a spanyol és a portugál között.
Mássalhangzók
|          |               | Ajak | Dentális | Fogmeder | Palatális | Veláris |
| -------- | ------------- | ---- | -------- | -------- | --------- | ------- |
| Orr      | Orr           | m m  | n n      |          | ɲ nh      | (ŋ) ũ b |
| Zár      | hangsúlytalan | p p  | t t      |          |           | k c, q  |
| Zár      | hangsúlyos    | b b  | d d      |          |           | ɡ g     |
| Zárrés   | hangsúlytalan |      |          |          | tʃ ch     |         |
| Rés      | hangsúlytalan | f f  | s̻ c, ç   | s̺ s, ss  | ʃ x       |         |
| Rés      | Hangsúlyos    |      | z̻ z      | z̺ s      | ʒ j       |         |
| Közelítő | középső       |      |          |          | j y       | (w) u-  |
| Közelítő | oldalsó       |      | l l      |          | ʎ lh      |         |
| Pergő    | Pergő         |      |          | r r, rr  |           |         |
| Legyintő | Legyintő      |      |          | ɾ r      |           |         |

Magánhangzók
| Szájhangok      |   | Elülső | Középső | Hátsó |
| Nyitott         | i | ɨ      | u       |       |
| Közeli nyitott  |   |        | ʊ       |       |
| Nyitott középső | e |        | o       |       |
| Nyitott középső | ɛ | ɐ      | ɔ       |       |
| Nyitott         |   | a      |         |       |

|                 | Elülső | Közép | Hátsó |
| --------------- | ------ | ----- | ----- |
| Nyitott         | ĩ      | ɨ̃     | ũ     |
| Közeli magas    |        |       | ʊ̃     |
| Nyitott középső | ẽ      |       | õ     |
| Nyitott középső | ɛ̃      |       |       |
| Közeli nyitott  |        | ɐ̃     |       |

## Nyelvi példa
Idézet A kis herceg c. regényből:
| Asztúriai | Mirandai | Leóni | Portugál | Spanyol | Magyar |
| --- | --- | --- | --- | --- | --- |
| ¡Ah, principín! Pasu ente pasu fui enterándome de que la to vida yera de lo más murnio. En munchu tiempu nun tuvieres otra diversión que ver atapecer el sol. Dime cuenta d'ello al cuartu día cuandu me dixisti pela mañanina: ¡Cómu me presten les atapecíes! | ¡Jai! prencipinu, asína, pocu a pocu, juí comprendiendu, la tu vidina malincónica. Tú nu habías teníu en una tupa tiempu más entretenencia qu'el duzol de las posturas de sol. Esti nuevu detalli lu engazapé, a la mañana 'el cuartu día, cuandu m'ijisti: Me pilran las posturas de sol. | ¡Ah, prencipicu!, asina cumprendí, puoco a puoco, la túa pequeiña vida melancólica. Por mueitu tiempu nu tuvisti por distraición outra cousa que'l dulzor de las rubianas. Percatéime d'este ñuevu detalle'l cuartu día a la meñana, cuando me dixisti: Préstanme mueito las rubianas. | Ah, principezinho! Assim, fui conhecendo, aos poucos, a tua melancólica vidinha! Durante muito tempo, a tua única distracção foi a beleza dos crepúsculos. Fiquei a sabê-lo na manhã do quarto dia, quando me disseste: Gosto muito dos pores-do-sol. | ¡Ah, principito! Así, poco a poco, comprendí tu pequeña vida melancólica. Durante mucho tiempo tu única distracción fue la suavidad de las puestas de sol. Me enteré de este nuevo detalle, en la mañana del cuarto día, cuando me dijiste: Me encantan las puestas de sol. | Ó, kis herceg, lassan-lassan megértettem a te kis mélabús életedet! Hosszú időn át egyedüli szórakozásod a naplementék csendes bája volt. Életednek ezt az új részletét a negyedik nap reggelén tudtam meg, amikor így szóltál hozzám: Szeretem a naplementéket. |